# Зелена морска костенурка
Зелената морска костенурка (Chelonia mydas) е вид морска костенурка, единствен в рамките на рода Chelonia. Забелязвана е и в териториалните води на България. Името ѝ произлиза от зеления цвят на подкожната ѝ мазнина. Причината за този цвят са пигменти от водораслите с които се храни.

## Описание
Зелената морска костенурка достига на дължина до 1,5 m и може да тежи до 395 kg, което я прави най-голямата костенурка с костен панцир. Рекордьор сред съвременните костенурки е кожестата костенурка (Dermochelys coriacea), но при нея липсва костна черупка.
Карапаксът е с неясно изразен гръбен кил при младите екземпляри, но понякога може да има и странични килове. При възрастните килът е добре оформен, с дъговидна форма. Роговите щитчета на карапакса са незастъпващи се, разположени едно до друго. Страничните щитчета са 25.

## Разпространение
Зелената морска костенурка се среща в тропичните и субтропичните морета по целия свят. Двете най-големи групи се намират в Атлантическия океан и в източната част на Тихия океан.
Зелената морска костенурка не живее в Черно море, тъй като водите му са твърде студени. Известен е само един екземпляр, уловен през 1898 при Созопол, за който се смята, че е преминал случайно през Дарданелите и Босфора от Средиземно море.

## Начин на живот и хранене
В диво състояние продължителността на живота на зелената морска костенурка може да достигне 80 години. Възрастните се хранят с водорасли, които намират в плитките крайбрежни води. Малките ядат и различни безгръбначни.